# Фребуз
Фребуз (фр. Freybouse) — коммуна на северо-востоке Франции, регион Гранд-Эст (бывший Эльзас — Шампань — Арденны — Лотарингия), департамент Мозель. Относится к кантону Гротенкен. 

## Географическое положение
Фребуз расположен в 330 км к востоку от Парижа и в 50 км к востоку от Меца.

## История
- Деревня епископата Меца с XIII века.

## Демография
По переписи 2011 года в коммуне проживало 423 человека.

## Достопримечательности
- Следы галло-романской культуры.
- Дома XVIII века.
- Церковь Сен-Лоран (1755).